# Viktor Medvedchuk
Viktor Volodymyrovych Medvedchuk (em ucraniano:  Віктор Володимирович Медведчук, Viktor Volodymyrovych Medvedchuk; nascido em 7 de agosto de 1954) é um advogado ucraniano, oligarca empresarial e político que foi eleito Deputado do Povo da Ucrânia em 29 de agosto de 2019. Ele atuou como presidente da organização política pró-russa Escolha Ucraniana de 2018 a 2022. Ele é um oponente da adesão da Ucrânia à União Europeia.
De 1997 a 2002, Medvedchuk foi membro do parlamento ucraniano.  Medvedchuk serviu entre 2002 e 2005 como chefe de gabinete do ex-presidente ucraniano Leonid Kuchma. Depois disso, ele ficou ausente da política nacional até 2018. Em novembro de 2018, Medvedchuk foi eleito presidente do conselho político do partido político Pela Vida, que mais tarde se fundiu no partido Plataforma de Oposição — Pela Vida. Nas eleições parlamentares ucranianas de 2019, o partido conquistou 37 assentos na lista nacional do partido e seis assentos eleitorais.  Ao ficar em terceiro lugar na lista eleitoral de 2019 da Plataforma de Oposição — Pela Vida, Medvedchuk foi eleito para o parlamento.
Em 19 de fevereiro de 2021, o Conselho Nacional de Segurança e Defesa da Ucrânia incluiu Medvedchuk e sua esposa, Oksana Marchenko, na lista de sanções ucranianas, devido ao suposto financiamento do terrorismo.  Em 11 de maio de 2021, o Procurador-Geral da Ucrânia acusou Medvedchuk de traição e tentativa de saque de recursos nacionais na Crimeia (que havia sido anexada pela Rússia, mas continua internacionalmente reconhecida como ucraniana). A prisão domiciliar de Medvedchuk começou em 13 de maio de 2021. Medvedchuk escapou desta prisão domiciliar em 28 de fevereiro de 2022, quatro dias após a invasão russa da Ucrânia em 2022 e desapareceu. Em 12 de abril de 2022, Medvedchuk foi preso pelo serviço secreto ucraniano. Em Setembro do mesmo ano, Medvedchuk fez parte de uma troca de prisioneiros onde foi trocado por prisioneiros de guerra do Cerco de Mariupol, incluindo vários membros do Regimento Azov.
Medvedchuk é considerado um aliado do presidente russo Vladimir Putin, a quem Medvedchuk se referiu como "um amigo pessoal". Putin é o padrinho da filha mais nova de Medvedchuk.

## 2022 invasão russa da Ucrânia
No dia de abertura da invasão, 24 de fevereiro de 2022, alguns analistas esperavam que Putin quisesse instalar Medvedchuk como presidente da Ucrânia se as forças russas capturassem Kiev.
Medvedchuk escapou da prisão domiciliar em 27 de fevereiro de 2022. O Ministério de Assuntos Internos da Ucrânia alegou que Medvedchuk havia fugido da prisão domiciliar, enquanto seu advogado alegou que ele havia sido "evacuado para um lugar seguro em Kiev", após supostas ameaças à sua segurança pessoal.
Em 12 de abril de 2022, o Serviço de Segurança da Ucrânia prendeu Medvedchuk em "uma operação especial de vários níveis rápida e perigosa". O presidente ucraniano Volodymyr Zelenskyy divulgou uma foto de Medvedchuk algemado vestindo um uniforme militar ucraniano.

## Relacionamento com Vladimir Putin
Na Ucrânia, Medvedchuk é considerado um aliado do presidente russo, Vladimir Putin.  Ele tem sido frequentemente referido como "um amigo pessoal de Putin". Os dois se conheceram em 2003, durante o mandato de Medvedchuk como Chefe da Administração Presidencial da Ucrânia. Em 2004, Putin tornou-se padrinho da filha mais nova de Medvedchuk, Darya. De acordo com Medvedchuk, isso foi a pedido de sua esposa, a apresentadora de TV Oksana Marchenko, e que ela havia pedido a ele que persuadisse Putin a aceitar.
Em uma entrevista à Rádio Svoboda em agosto de 2016, Medvedchuk afirmou que seu relacionamento com Putin estava ajudando-o a "ajudar os interesses da (Ucrânia)".  Em uma entrevista de 2018 ao The Independent, Medvedchuk afirmou que usou seu relacionamento com Putin para ajudar nas trocas de prisioneiros na Guerra do Donbass. Ele afirmou que, ao contrário de Putin, ele vê a Ucrânia e a Rússia como duas "nações eslavas separadas, com histórias entrelaçadas, religião. Eu digo isso a ele o tempo todo. Eu não acho que seja uma nação. Você simplesmente não pode dizer isso." Na entrevista de 2018, ele afirmou que "muitas vezes" discutia a Ucrânia com Putin.